# Messidor

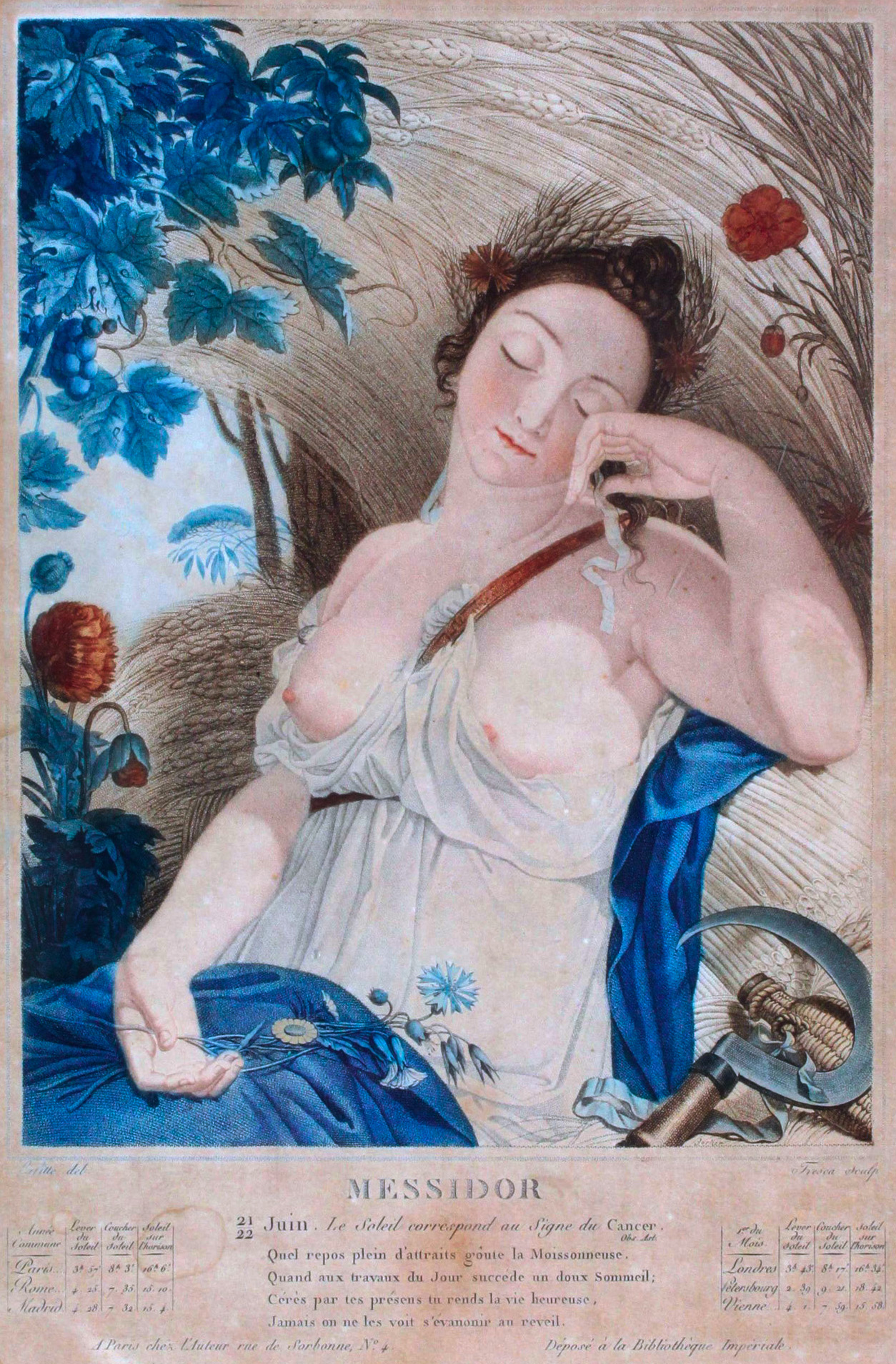
A hónap allegorikus ábrázolása

Messidor (ejtsd: meszidor), magyarul: Aratás hónapja, a francia forradalmi naptár tizedik, nyári hónapja.
Megközelítően – az évektől függően egy-két nap eltéréssel – megegyezik a Gergely-naptár szerinti június 19-étől július 18-áig terjedő időszakkal, amikor a Nap áthalad az állatöv Rák csillagképén.
A latin messis, ’aratás’ szóból származik. Az elnevezést a „júniusban és júliusban hullámzó kalászok látványa és az aranyló termés” miatt kapta, olvasható Fabre d’Églantine költő javaslatában, melyet 1793. október 24-én, a „Naptárkészítő Bizottság” nevében nyújtott be a Nemzeti Konventnek.
1806. január 1-jén a franciák visszatértek a Gergely-naptár használatára, ezért a XIV. esztendőben Aratás hava már nem volt.

## Átszámítás
| I. év | II. év | III. év | IV. év | V. év | VI. év | VII. év |

| június | 1793 | 1794 | 1795 | 1796 | 1797 | 1798 | 1799 | július |

| I. év | II. év | III. év | IV. év | V. év | VI. év | VII. év |

| június | 1793 | 1794 | 1795 | 1796 | 1797 | 1798 | 1799 | július |

| VIII. év | IX. év | X. év | XI. év | XII. év | XIII. év |

| június | 1800 | 1801 | 1802 | 1803 | 1804 | 1805 | július |

| VIII. év | IX. év | X. év | XI. év | XII. év | XIII. év |

| június | 1800 | 1801 | 1802 | 1803 | 1804 | 1805 | július |

## Napjai
| A "Messidor" hónap napjai | A "Messidor" hónap napjai | A "Messidor" hónap napjai  | A "Messidor" hónap napjai | A "Messidor" hónap napjai | A "Messidor" hónap napjai | A "Messidor" hónap napjai |
| ------------------------- | ------------------------- | -------------------------- | ------------------------- | ------------------------- | ------------------------- | ------------------------- |
|                           | 1. dekád                  | 1. dekád                   | 2. dekád                  | 2. dekád                  | 3. dekád                  | 3. dekád                  |
| Primidi                   | 1.                        | Seigle (rozs)              | 11.                       | Coriandre (koriander)     | 21.                       | Menthe (menta)            |
| Duodi                     | 2.                        | Avoine (zab)               | 12.                       | Artichaut (articsóka)     | 22.                       | Cumin (kömény)            |
| Tridi                     | 3.                        | Oignon (hagyma)            | 13.                       | Giroflée (viola)          | 23.                       | Haricots (bab)            |
| Quartidi                  | 4.                        | Véronique (veronika)       | 14.                       | Lavande (levendula)       | 24.                       | Orcanète (atracélgyökér)  |
| Quintidi                  | 5.                        | Mulet (öszvér)             | 15.                       | Chamois (zerge)           | 25.                       | Pintade (gyöngytyúk)      |
| Sextidi                   | 6.                        | Romarin (rozmaring)        | 16.                       | Tabac (dohány)            | 26.                       | Sauge (zsálya)            |
| Septidi                   | 7.                        | Concombre (uborka)         | 17.                       | Groseille (ribizli)       | 27.                       | Aïl (fokhagyma)           |
| Octidi                    | 8.                        | Échalottes (mogyoróhagyma) | 18.                       | Gesse (lednek)            | 28.                       | Vesce (bükköny)           |
| Nonidi                    | 9.                        | Absynthe (fehérüröm)       | 19.                       | Cerise (cseresznye)       | 29.                       | Blé (búza)                |
| Decadi                    | 10.                       | Faucille (sarló)           | 20.                       | Parc (karám)              | 30.                       | Chalémie (pásztorsíp)     |